# アニマル浜口レスリング道場
アニマル浜口レスリング道場（アニマルはまぐちレスリングどうじょう）は、日本のレスリング道場。プロレスラー養成所としてはアニマル浜口トレーニングジム（アニマルはまぐちトレーニングジム）の入門者を対象にしている。

## 概要
1987年11月1日、元プロレスラーのアニマル浜口が東京都台東区浅草に開設。会長はアニマル浜口、道場長は長男の浜口剛史が務めている。また、杉田健一が主宰するキックボクシングジム「杉田道場」と協力して打撃練習も行っている。
格闘技などで実績のない人や身長が足りずにプロレスラーの道を閉ざされていた人にも門戸を開放して多数のプロレスラーを輩出しており、人間形成をする場としての役割も重視し、道場の壁や天井などに道場訓というべき標語が手書きされている。

## 出身者
| - 安沢明也 - 石坂ブライアン - 井上亘 - EVIL - エキサイティング吉田 - 越後雪之丞 - 大谷晋二郎 - 大森隆男 - 大和田侑 - 岡本衛 - 鬼塚一聖 - 小原道由 - 兼子智義 - KAI - 金村キンタロー - 鹿糠智樹 - ガルーダ - 神田菜々子 - KING - K-ness. - 黒木克昌 - 河野真幸 - 小島聡 - 小島弘之 - 坂田亘 - 佐々木義人 - 佐藤孝亮 - SYU - 駿河一 - SUWA - 関直喜 - 大王QUALLT | - 鷹木信悟 - 高橋奈七永 - 高橋裕美 - TAJIRI - 田中純二 - 塚本竜馬 - 辻陽太 - ドン・フジイ - 内藤哲也 - 中野知陽呂 - 中之上靖文 - 滑川康仁 - 夏樹☆たいよう - 橋本和樹 - 日高郁人 - 富豪富豪夢路 - 藤田峰雄 - FUNAKI - BUSHI - 本間朋晃 - 将火怒 - 宮川順也 - ミラノコレクションA.T. - 山崎直彦 - YOSHIYA - 吉江豊 - YOSHI-HASHI - 横山佳和 - 救世忍者乱丸 - 和田城功 - 高鹿佑也 |